# 刘芝旭
刘芝旭（1954年—），辽宁沈阳人，汉族，中华人民共和国政治人物、全国人民代表大会辽宁地区代表。
毕业于辽宁大学决策管理专业，加入中国共产党，担任沈阳商业大厦股份有限公司董事长。2008年起担任全国人大代表。2013年，被选为全国人大代表。2016年因涉嫌贿选被认定当选无效。